# AMS Flight
AMS flight je slovenski proizvajalec jadralnih, motornih jadralnih in ultralahkih letal, ki sta ga leta 1999 ustanovila Matjaž Slana in Aleš Čebavs. Podjetje je nasledilo prostore, proizvodne zmogljivosti in proizvodni program bivše enote Elan Flight v Begunjah na Gorenjskem, ki je po licenci proizvajala jadralna letala DG. AMS Flight je proizvajal jadralna letala DG-300 in DG-500, vendar je kasneje njuno proizvodnjo opustil.
Leta 2001 je podjetje začelo proizvajati motorno jadralno letalo Carat, ki je bilo zasnovano v Nemčiji. Za razliko od večine jadralnih letal z motorjem ima Carat motor v nosu in je na pogled bolj podobno ultralahkim letalom. AMS je razvijal tudi verzijo Carata, imenovano Magnus, ki ima dva sedeža eden poleg drugega.
AMS Flight je prevzel proizvodnjo ultralahkega jadralnega letala Apis od podjetja Albastar in uvedel nekatere spremembe glede na prvotno zasnovo. Leta 2007 je bila proizvodnja letal Apis in Bee prenešena na Pipistrel.
Leta 2005/2006 je AMS Flight prevzel proizvodnjo LS4 in LS6 od nemškega proizvajalca Rolladen-Schneider, ki se je združil z DG Flugzeugbau in pričel s proizvodnjo nekaterih rezervnih delov za letala DG in LS. Ker pa zanimanja za letali LS4 in LS6 ni bilo, je podjetje v letu 2011 opustilo njuno proizvodnjo, kar je pomenilo tudi konec sodelovanja z DG Flugzeugbau.

## Število proizvedenih jadralnih letal (skupno Elan in AMS)
- DG-100 ELAN:             58 letal
- DG-101 ELAN:           164 letal
- DG-300 ELAN:           444 letal
- DG-303 ELAN:           67 letal
- DG-500 ELAN:         139 letal
- DG-505 ELAN:         121 letal
- DG-1000S, DG-1000T: 48 letal

- Carat A:                       26 letal
- Apis, Bee:                    40 letal
- LS4-b:                            2 letali

- Komponente iz kompozitnih materialov: krila, repne površine, smerna krmila za Sky Arrow 450, Sky Arrow 650TC/TCN, Sinus, Virus
- Deli za letala DG-300, DG-500, Apis

## Letala
- Carat